# 私の部下は50歳
『私の部下は50歳』（わたしのぶかはごじゅっさい）は、NHK・Eテレ『青山ワンセグ開発』で木曜19時55分 - 20時まで放送中のショートドラマ。同番組のレギュラー化番組を競うコーナーで大差でレギュラー化が決定した。略称は「ワタブカ」。

## あらすじ
入社6年目、初めて部下が出来ることに浮かれていた岩井ハナの前に現れたのは、50歳の新人だった。

## キャスト
岩井ハナ
演 - 木南晴夏
入社6年目の営業二課社員。性格は非常に真面目。初めてグループリーダーを任されることになり、部下が出来ることを喜んでいたが、50歳の新人アベに振り回され、苦労が絶えない。
アベ保夫
演 - 緋田康人
営業二課新人社員。50歳独身。離婚歴アリ。ハナと同世代の一人娘がいる。あまりにも自由な性格で上司のハナを振り回す。以前は自営業だった。部長は高校時代の野球部の後輩。

## スタッフ
- 脚本 - 有働佳史
- 音楽 - 吉田ゐさお
- ロゴデザイン - LIGHTS DESIGN
- 撮影 - 田中一成、  江上弘（9話／最終話）
- 音響効果 - 吉田ゐさお
- 照明 - 能勢雄一
- スタイリスト - 有本祐輔、武久真理江
- ヘアメイク - 谷口祐里衣
- 監督 - 有働佳史
- 制作統括 - 牛山徹也、志岐誠
- 制作・著作 - NHK、佐世保映像社